# Orjaduelh
Orjaduelh (en francès Orgedeuil) és un municipi francès situat al departament del Charente i a la regió de la Nova Aquitània. L'any 2007 tenia 218 habitants.

## Demografia

### Població
El 2007 la població de fet d'Orgedeuil era de 218 persones. Hi havia 97 famílies de les quals 17 eren unipersonals (13 homes vivint sols i 4 dones vivint soles), 38 parelles sense fills, 29 parelles amb fills i 13 famílies monoparentals amb fills.
La població ha evolucionat segons el següent gràfic:
Habitants censats

### Habitatges
El 2007 hi havia 121 habitatges, 92 eren l'habitatge principal de la família, 16 eren segones residències i 13 estaven desocupats. Tots els 121 habitatges eren cases. Dels 92 habitatges principals, 85 estaven ocupats pels seus propietaris i 7 estaven llogats i ocupats pels llogaters; 4 tenien dues cambres, 14 en tenien tres, 43 en tenien quatre i 32 en tenien cinc o més. 78 habitatges disposaven pel capbaix d'una plaça de pàrquing. A 33 habitatges hi havia un automòbil i a 53 n'hi havia dos o més.

### Piràmide de població
La piràmide de població per edats i sexe el 2009 era:
| Homes | Edats   | Dones |
| ----- | ------- | ----- |
| 0     | 95 o +  | 0     |
| 0     | 90 a 94 | 0     |
| 0     | 85 a 89 | 4     |
| 8     | 80 a 84 | 8     |
| 4     | 75 a 79 | 4     |
| 4     | 70 a 74 | 4     |
| 12    | 65 a 69 | 20    |
| 4     | 60 a 64 | 12    |
| 0     | 55 a 59 | 0     |
| 8     | 50 a 54 | 4     |
| 4     | 45 a 49 | 4     |
| 16    | 40 a 44 | 4     |
| 12    | 35 a 39 | 4     |
| 4     | 30 a 34 | 4     |
| 4     | 25 a 29 | 12    |
| 0     | 20 a 24 | 4     |
| 4     | 15 a 19 | 4     |
| 8     | 10 a 14 | 8     |
| 0     | 5 a 9   | 4     |
| 8     | 0 a 4   | 0     |

## Economia
El 2007 la població en edat de treballar era de 118 persones, 84 eren actives i 34 eren inactives. De les 84 persones actives 74 estaven ocupades (42 homes i 32 dones) i 10 estaven aturades (5 homes i 5 dones). De les 34 persones inactives 14 estaven jubilades, 7 estaven estudiant i 13 estaven classificades com a «altres inactius».

### Ingressos
El 2009 a Orgedeuil hi havia 102 unitats fiscals que integraven 219 persones, la mediana anual d'ingressos fiscals per persona era de 14.009 €.

### Activitats econòmiques
Dels 2 establiments que hi havia el 2007, 1 era d'una empresa de fabricació d'altres productes industrials i 1 d'una empresa d'informació i comunicació.
L'any 2000 a Orgedeuil hi havia 16 explotacions agrícoles que ocupaven un total de 345 hectàrees.

## Poblacions més properes
El següent diagrama mostra les poblacions més properes.